# Мартін Чековскі
Мартін Чековскі (нім. Martin Czekowski; 18 січня 1922, Берлін — 4 жовтня 1970) — німецький офіцер-підводник, оберлейтенант-цур-зее крігсмаріне.

## Біографія
23 вересня 1940 року вступив на флот. З 3 лютого по 29 вересня 1942 року пройшов курс підводника. В жовтні 1942 року переданий в розпорядження 25-ї флотилії. З квітня 1943 року — 2-й, з липня 1943 року — 1-й вахтовий офіцер на підводному човні U-608, на якому вязв участь у чотирьох походах. В квітні-травні 1944 року пройшов курс позиціонування (радіовимірювання), з 6 травня по 30 червня — курс командира човна, після чого був переданий в розпорядження 22-ї флотилії. В грудні 1944 року направлений на будівництво U-2362. З 5 лютого 1945 року — командир U-2362. 5 травня 1945 року наказав затопити човен в рамках операції «Регенбоген». 8 травня 1945 року взятий в полон британськими військами.

## Звання
- Кандидат в офіцери (23 вересня1940)
- Морський кадет (1 лютого 1941)
- Фенріх-цур-зее (1 серпня 1941)
- Оберфенріх-цур-зее (1 липня 1942)
- Лейтенант-цур-зее (1 січня 1943)
- Оберлейтенант-цур-зее (1 жовтня 1944)

## Нагороди
- Залізний хрест 2-го класу (19 липня 1943)
- Нагрудний знак підводника (29 листопада 1943)